# Sören Skarback
Sören Robert Skarback, född 13 april 1955 i Södra Guldheden, Annedals församling i Göteborg, är en svensk författare och lokalhistoriker. Han är även skivproducent, artist, kompositör, textförfattare, fotograf och journalist. Inom sitt författarskap (1990–2005) var han inriktad främst på Göteborgiana, som han ännu föreläser om, liksom om den svenska kolonirörelsens historia. Hans ämne är annars musikbranschen; han var verksam inom denna 1975–1981 och är det åter från och med 2015.
Skarback har publicerat tretton faktaböcker om Göteborgs historia, där han berör allt från stadens grundande 1621 till självupplevda tider. Bland utmärkelser han erhållit har två varit inom staden: Wettergrens Bokollon 1996 och Örgryte Kulturpris 1999. Fram till 2015 ledde han historiska stadsvandringar och visningar av kyrkor. Media har ibland fokuserat på hans dubbelnatur som utrikes turnerande popartist och i hemlandet seriös skribent, även inom ämnet kvinnofrågor. Han har för fack- och dagspress skrivit en rad resereportage, i synnerhet före bokdebuten. Här finns även TV-underhållning samt som frågekonstruktör för radioprogrammet Ring så spelar vi 1996–1997.
Litteraturvetare har analyserat ett antal av Skarbacks sångtexter, främst insjungna på svenska före 1980 av Alf Robertson, Anna-Lena Löfgren, Thory Bernhards, Jan Höiland med flera. Endast ett fåtal av hans kompositioner är instrumentalverk; han har själv sjungit in skivor solo samt varit del av pop- och countryband. Under en period från 1977 var han frilansproducent hos bland andra EMI med säte i London. Skarback skrev på 2010-talet främst på engelska för USA, Storbritannien, Tyskland och Ryssland och sporadiskt på svenska. Från 2020 rör utrikes samarbeten USA, Storbritannien, Nederländerna, Tyskland och Finland, där respektive viktigaste medarbetare varit John Tabacco i New York, Bob Evans i Crawley, Helena van Hoof i Rotterdam, Robert Baitinger i Tyskland och Ahti Nikkonen i Helsingfors.